# Dünen-Scheintarantel
Die Dünen-Scheintarantel (Alopecosa fabrilis) ist eine Webspinne aus der Familie der Wolfspinnen (Lycosidae). Sie kommt in ganz Europa vor.

## Aussehen und Körperbau
Die Dünen-Scheintarantel gehört zu den größeren Arten der Gattung. Die Weibchen werden bis zu 16 Millimeter groß, die Männchen bis zu 12 Millimeter.
Die Grundfärbung ist bräunlich grau. Auf dem Prosoma findet sich ein dünner heller Mittelstreifen, der weder im Augenbereich noch zum Opisthosoma hin den Rand des Prosoma erreicht. Daneben verlaufen schwächer gefärbte Längsbänder. Der Prosomarand ist ebenfalls hell gefärbt. Von der Prosomamitte verlaufen undeutliche Radiärstreifen zum Prosomarand.
Das Opisthosoma weist den für die Gattung Alopecosa typischen gezackten Spießfleck auf. Er ist im vorderen Bereich meist breiter umrandet, und an den Zacken sind helle Punkte zu sehen, die sich weiter nach hinten fortsetzen.
Die Beine sind an den körpernahen Gliedern undeutlich gemustert und an den körperfernen Gliedern einheitlich gefärbt.
Die Frontaugen sind vergleichsweise groß. Vier Nebenaugen finden sich in einer horizontalen Linie zwischen den Frontaugen und den Cheliceren. Die hinteren Augen liegen im vorderen Viertel des Prosoma hinter den Frontaugen.

### Ähnliche Arten
Alopecosa striatipes und Alopecosa schmidti sind der Dünen-Scheintarantel sehr ähnliche Arten. A. striatipes hat aber deutliche Längsstreifen auf den Beinen, und die Radiärstreifen sind ebenfalls deutlicher. A. schmidti wird etwas größer und ist nur im Osten Deutschlands und Europas verbreitet.
Die Unterart A. fabrilis trinacriae kommt nur auf Sizilien vor.

## Vorkommen und Lebensweise

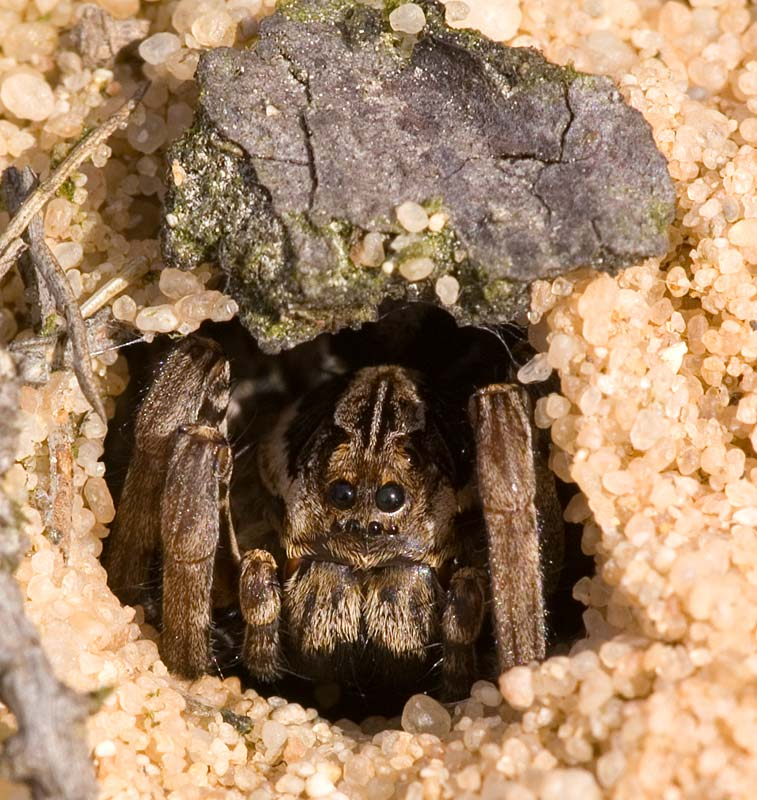
Weibchen am Eingang der Wohnröhre

Die Dünen-Scheintarantel kommt ausschließlich in Sandgebieten vor, sowohl an der Küste als auch auf Binnendünen, und in sandigen Kiefernwäldern und Heiden. Die Weibchen graben dort eine mehrere Zentimeter tiefe Wohnröhre, die sie mit Spinnseide auskleiden. Dort lauern sie meist am Eingang darauf, dass Insekten an der Röhre vorbeilaufen, die dann zur Beute der Spinne werden. Bei Störungen zieht sich das Weibchen in die Röhre zurück, erscheint aber meist wenige Minuten später wieder am Eingang. Die Männchen dagegen laufen oft frei umher auf der Suche nach einem Weibchen. Erwachsene Tiere findet man vom Herbst bis zum Frühjahr.

## Gefährdung
Die Dünen-Scheintarantel wird in der Roten Liste Deutschlands in der Kategorie 3 („gefährdet“) eingestuft. Freie Sandflächen im Binnenland gehen immer stärker zurück, so dass die Art im Süden seltener vorkommt als an der Küste.